# Асратян, Морус Степанович
Морус (Маркар) Степанович Асратян (10 сентября 1902, село Ахлатян, ныне в Сюникской области — 25 февраля 1979, Ереван) — армянский историк-филолог. Член-корреспондент АН Армянской ССР (1963). Заслуженный деятель науки Армянской ССР (1961). Директор Государственного исторического музея Армении (1964—1975).

## Биография
Родился в 1902 году в селе Ахлатян (ныне в Сюникской области Армении).
Начальное образование получил в приходских школах сёл Ахлатян и Лор, затем продолжил обучение в торговом училище города Баку. В годы обучения слушал речи Степана Шаумяна, Серго Орджоникидзе и других революционеров. В 1918—1920 годах участвовал в работе бакинской коммуны, в революционных и национальных движениях Северного Кавказа. Вернувшись на родину в 1920 году, принимал активное участие в революционном движении Зангезура. Многократно преследовался со стороны дашнаков.
В 1922—1924 годах учился на историко-филологическом факультете Ереванского государственного университета, где слушал лекции Манука Абегяна, Рачия Ачаряна, Акопа Манандяна, Лео и других. В 1925—1927 годах, по поручению Коммунистической партии Армении, занимался созданием комсомольских организаций Масиса, Гориса, Дилижана.
В 1930 году экстерном закончил Ереванский государственный университет и был направлен в Ленинград для продолжения обучения в аспирантуре. В эти годы, под руководством Николая Марра и Иосифа Орбели, углубился в арменоведение, изучал достижения русской науки и искусства.

## Деятельность
В 1932 году, после завершения аспирантуры, вернулся в Ереван. В 1933—1935 годах был заместителем директора Института истории и материальной культуры. В 1934—1936 годах — директором Института революции. Составил и издал сборник документов и мемуаров о Сурене Спандаряне, однотомник мемуаров о майском восстании. В 1937 году был назначен директором Матенадарана, в 1964—1975 годах был директором Государственного исторического музея Армении. Преподавал в ВУЗ-ах Еревана, в 1965—1966 годах — в колледже Айказян в Бейруте.
В 1940 году научно-исследовательские работы Моруса Асратяна проходили в области изучения архитектуры, археологии, филологии и истории армянского народа в древности и средневековье. В 1940—1941 годах он работал в комитете по охране исторических памятников и участвовал в архитектурном исследовании и реставрации замечательного храма VI века в Аване. В 1942—1946 годах работал в Институте литературы, занимался вопросами филологии, одновременно занимая должность главного секретаря отделения социологии в накануне созданной Академии наук Армянской ССР. С 1947 года непрерывно, на протяжении 10 лет, Морус Асратян был сотрудником Института истории АН Армянской ССР.
В 1950 году он участвовал в археологической экспедиции в Гарни, одновременно возглавляя археологические раскопки в Зангезуре. В 1947 году Морус Асратян изучил один из старинных памятников — трехнёфную базилику Цицернаванка, обосновал её ключевую роль в становлении армянской архитектуры. Результаты его многолетних трудов в области истории армянской архитектуры собраны в объёмном томе — «Армянские памятники с доисторических времён до 17-го века», под авторством В. М. Арутюняна, изданном в 1975 году в Бейруте на русском, французском и английском языках. В 1964—1975 годах руководил Государственным историческим музеем Армении. Под его руководством музей получил международное признание. Искусство Армении выставлялось на экспозициях в Париже, Кракове, Будапеште, Таллине. Были налажены связи с центрами армянских общин за рубежом. Коллекции музея были пополнены уникальными историко-этнографическими образцами прикладного искусства региона, полученными в дар от представителей общин. Асратян — автор первого школьного учебника «История армянского народа». Его перу принадлежат многочисленные исследования по армянской истории, археологии, архитектуре, филологии. Участвовал в создании коллективных исторических работ. Перевёл на армянский язык неармянское наследие Саят-Новы, составил, отредактировал и, снабдив ссылками, издал сборник произведений Саят-Новы (1963).